# Nallachius parkeri
Nallachius parkeri är en insektsart som beskrevs av Penny 1994. Nallachius parkeri ingår i släktet Nallachius och familjen Dilaridae. Inga underarter finns listade i Catalogue of Life.